# Scopula duplicipuncta
Scopula duplicipuncta är en fjärilsart som beskrevs av Louis Beethoven Prout 1913. Scopula duplicipuncta ingår i släktet Scopula och familjen mätare. Inga underarter finns listade.